# دانيلسون كوردوبا
دانيلسون كوردوبا (Danilson Córdoba) (6 سبتمبر 1986 في كيبدو في كولومبيا – )؛ هو لاعب كرة قدم سابق كان يلعب كلاعب وسط. يلعب مع منتخب كولومبيا لكرة القدم منذ عام 2007.

## وصلات خارجية
- دانيلسون كوردوبا على موقع رابطة كرة القدم اليابانية للمحترفين (اليابانية)
- دانيلسون كوردوبا على موقع قاعدة بيانات كرة القدم.إي يو (الإنجليزية)
- دانيلسون كوردوبا على موقع ناشيونال فوتبول تيمز (الإنجليزية)
- دانيلسون كوردوبا على موقع Soccerway.com (الإنجليزية)
- دانيلسون كوردوبا على موقع عالم كرة القدم.نت (الإنجليزية)

- National Football Teams